# رمضان عبد التواب
رمضان عبد التواب (1348- 1422 هـ/ 1930- 2001 م) عالم لغوي مصري، بحَّاثة محقق، وأستاذ جامعي. كان متقنًا عددًا من اللغات.

## ولادته وتحصيله
ولد رمضان عبد التواب في قرية قليوب بمحافظة القليوبية بمصر صباح يوم الجمعة 23 رمضان 1348 هـ الموافق 21 فبراير 1930م. تلقى تعليمه في المدرسة الأولية وكان متفوِّقًا، أتم حفظ القرآن الكريم ولم يتجاوز العاشرة من عمره؛ استعدادًا لدخول المعهد الديني، ولم يكن يكتفي بحفظ القرآن، وإنما كان يسأل عن معاني كل شيء، حتى إن شيخه الذي كان يحفظه القرآن كان يَحارُ معه في تفسير بعض الآيات، فما كان منه إلا أن دلَّه على تفسير الجلالين، فاشتراه وكان سعيدًا به كل السعادة. 
دخل المعهد الديني فدرس فيه علوم العربية والشريعة، وحفظ ألفية ابن مالك وهو في السنة الأولى بالمعهد، وكان مبرِّزًا بين زملائه، والأولَ دائمًا إلى أن أنهى المرحلة الثانوية، ليتأهل لدخول كلية دار العلوم. ومن أساتذته في كلية دار العلوم إبراهيم أنيس، وعباس حسن، وعلي الجندي. وفي هذه المرحلة أقبل على المطالعة الأدبية إضافة إلى الدراسة العلمية للمقررات، فقرأ لكبار الأدباء مثل: الرافعي، والعقاد، وطه حسين. وكان ترتيبه الأول في كلية دار العلوم في كل السنوات، وحفظ كثيرًا من الشعر العربي في كل العصور. وتخرَّج في الكلية سنة 1956م، بتقدير ممتاز مع مرتبة الشرف الأولى، وكان الثاني في الترتيب زميله عبد الصبور شاهين.
انتسب إلى السنة التمهيدية للماجستير، والدبلومة العامة في التربية بكلية التربية في جامعة عين شمس، وعُيِّن مدرِّسًا بمدرسة النقراشي الإعدادية النموذجية، ورأى إعلانًا من كلية الآداب في جامعة عين شمس عن بعثة إلى ألمانيا مدَّتها خمس سنوات؛ للتخصص في فقه اللغة العربية، فتقدَّم وكان المرشَّح الوحيد الذي حصل على تقدير ممتاز مع مرتبة الشرف، وممتاز في مادَّة التخصُّص (فقه اللغة)، ورشَّحه في الوقت نفسه أستاذه إبراهيم أنيس ليكون معيدًا في دار العلوم، لكنه آثر إكمال الدراسة في ألمانيا.
تلقى الدراسة في ألمانيا على أيدي أساتذة متخصصين مهرة في الدراسات اللغوية، منهم: يوهان فك، وهانز فير، وأوتوشبيس، وريتر، وزلهايم، ودارت بينه وبين بعضهم من المتحاملين على الإسلام مناقشاتٌ ومجادلات، ولكن هذا لم يمنعه من أن يحصِّل ما لديهم من علم. ثم عاد من البعثة بعد 5 سنوات حصل فيها على شهادتي (الماجستير) و(الدكتوراه) في اللغات السامية من جامعة ميونخ بألمانيا بمرتبة الشرف الأولى سنة 1963م. وأتقن فيها من اللغات: الألمانية والفرنسية واللاتينية والسريانية والحبشية والأكادية والفارسية والتركية والعبرية والسبئية والمعينية.

## التدرج الوظيفي
1- مدرس للغة العربية والتربية الإسلامية بمدرسة النقراشي الإعدادية النموذجية بالقاهرة من 27-10-1957م.
2- عضو بعثة جامعة عين شمس للحصول على الدكتوراة من جامعة ميونخ بألمانيا (ديسمبر 1957- يناير 1963).
3- معيد بكلية الآداب جامعة عين شمس من 9-1-1963م.
4- مدرس بكلية الآداب جامعة عين شمس من 29-5-1963م.
5- أستاذ مساعد بكلية الآداب جامعة عين شمس من 11-2-1969م.
6- أستاذ العلوم اللغوية بكلية الآداب جامعة عين شمس من 1-8-1974م.
7- أستاذ معار بكلية الآداب جامعة الرياض 1-9-1973م.
8- أستاذ معار بكلية اللغة العربية جامعة الإمام محمد بن سعود الإسلامية من 1-9-1976م.
9- وكيل كلية الآداب جامعة عين شمس لشئون التعليم والطلاب من 24-9-1980م.
10- عميد كلية الآداب جامعة عين شمس من 21-1-1982م.
11- عميد كلية الآداب جامعة عين شمس للمرة الثانية من 5-2-1985م.
12- رئيس قسم اللغة العربية بكلية الآداب جامعة عين شمس من 1-9-1986م.

## الهيئات العلمية والندوات والمؤتمرات والجوائز
1- عضو الجمعية الدولية للأبحاث الشرقية (IGOF) منذ عام 1964م.
2- عضو جمعية المستشرقين الألمانية (DMG) منذ عام 1968م.
3- أستاذ زائر بجامعة فرانكفورت للدراسات اللغوية المقارنة في عام 1968م.
4- عضو مؤتمر المستشرقين الألمان في فورتسبورج في عام 1968م.
5- عضو مركز تحقيق التراث بدار الكتب المصرية منذ عام 1971م.
6- أمين سر الجمعية اللغوية المصرية منذ عام 1969م.
7- عضو مركز تحقيق التراث بدار الكتب المصرية منذ عام 1971م.
8- عضو ندوة خبراء اللغة العربية في الرياض بالسعودية في عام 1977م.
9- خبير اللهجات العربية بمجمع اللغة العربية بالقاهرة منذ عام 1978م.
10- مقرر لجنة إحياء التراث الإسلامي بالمجلس الأعلى للشئون الإسلامية منذ عام 1979م.
11- عضو ندوة اللهجات العربية بجامعة أسيوط في مارس 1981م.
12- أمين اللجنة العلمية الدائمة لترقية الأساتذة المساعدين (في اللغة العربية) منذ عام 1980م.
13- عضو الندوة الأولى عن التراث العربي بالقاهرة في إبريل 1981م.
14- أستاذ زائر بجامعة أم درمان الإسلامية خلال شهري يناير وفبراير من عامي 1980 و1981م.
15- رئيس شعبة البرديات العربية بجامعة عين شمس منذ عام 1981م.
16- رئيس شعبة الدراسات الإنسانية بمركز بحوث الشرق الأوسط منذ عام 1981م.
17- عضو ندوة الشيخ جلال الدين السيوطي بجامعة أسيوط في إبريل 1982م.
18- مقرر اللجنة العلمية الدائمة لترقية الأساتذة والأساتذة المساعدين (اللغات الشرقية) منذ عام 1983م.
19- عضو مؤتمر اللغة العربية في الجامعات المنعقد بالإسكندرية عام 1983م.
20- عضو لجنة الدراسات الأدبية واللغوية بالمجلس الأعلى للثقافة منذ عام 1983م.
21- أستاذ زائر بجامعة الإمام محمد بن سعود الإسلامية بالرياض في يناير 1983م.
22- عضو الدورة الثامنة للسانيات المنعقدة في الرباط بالمغرب عام 1983م.
23- عضو الندوة العالمية لطه حسين في مدريد بأسبانيا عام 1983م.
24- ممثل جامعة عين شمس في الاحتفال بالعيد الخمسيني لمجمع اللغة العربية بالقاهرة 1984م.
25- أستاذ زائر بجامعة صنعاء عام 1984م.
26- عضو مؤتمر التراث والمعاصرة المنعقد في جامعة المنيا في 17-3-1984م.
27- حائز على جائزة آل البصير العالمية في الدراسات الأدبية واللغوية من السعودية لعام 82/1983م.
28- أستاذ زائر بجامعتي فاس ومكناس بالمغرب في نوفمبر 1984م.
29- ممثل جامعة عين شمس في ندوة العلاقات المصرية التركية المنعقدة في إستانبول في ديسمبر 1984م.
30- أستاذ زائر بجامعة الأمير عبد القادر بقسطنطينة وجامعة بتنة بالجزائز في إبريل 1986م.
31- عضو لجنة «المصطلح النقدي» في جامعة فاس في نوفمبر 1986م.
32- عضو مهرجان طه حسين المنعقد في كلية الدراسات العربية بجامعة المنيا في مارس 1988م.
33- عضو مؤتمر «النقد الثاني» المنعقد في جامعة اليرموك بالأردن «إربد» في يوليو 1988م.
34- أستاذ زائر بجامعة مؤتة في الأردن في فبراير 1989م.
35- عضو مهرجان الشاعر «عرار» المنعقد في جامعة اليرموك بالأردن «إربد» في إبريل 1989م.
36- عضو المجمع العلمي العراقي ببغداد من 28-2-1989م.
37- عضو مؤتمر «النقد الثالث» المنعقد في جامعة اليرموك بالأردن «إربد» في يوليو 1989م.
38- عضو ندوة «الدس الشعوبي» المنعقدة في بغداد في ديسمبر 1989م.
39- عضو ندوة «المداخلة اللغوية بين اللغة العربية واللغات الرومانسية» المنعقدة في مدريد بأسبانيا في ديسمبر 1990م.
40- عضو «الملتقى الدولي حول المراكز الثقافية في المغرب الإسلامي» المنعقد في مدينة وهران بالجزائر من 18 إلى 20-4-1993م.
41- عضو ندوة «جلال الدين السيوطي» في مؤتة بالأردن من 2 إلى 6-10-1993م.
42- عضو ندوة «التواصل الثقافي بين أقطار المغرب العربي» المنعقدة في طرابلس بليبيا (كلية الدعوة الإسلامية) من 20 إلى 23-12-1995م.
43- عضو مؤتمر وزراء الأوقاف والشئون الدينية، للحفاظ على التراث العربي والإسلامي، المنعقد في عمان بالأردن من 24 إلى 29-9-1996م.
44- عضو مؤتمر وزراء الأوقاف والشئون الدينية الموسع، للحفاظ على التراث العربي والإسلامي، المنعقد في جاكرتا (إندونيسيا) من 26 إلى 31-10-1997م.

## المؤلفات
1- التذكير والتأنيث في اللغة- دراسة مقارنة في اللغات السامية- القاهرة 1976م.
2- لحن العامة والتطور اللغوي- القاهرة 1967م.
3- فصول في فقه العربية- القاهرة 1973م «ط أولى»، القاهرة 80- 1982م «ط ثانية»، القاهرة 1987م «ط ثالثة».
4- اللغة العبرية- قواعد ونصوص ومقارنات باللغة السامية- القاهرة 1977م.
5- نصوص من اللغات السامية، مع الشرح والتحليل والمقارنات- القاهرة 1979م.
6- في قواعد الساميات- العبرية والسريانية والحبشية، مع النصوص والمقارنات- القاهرة 1981م «ط أولى»، 1983م «ط ثانية»، 1988م «ط ثالثة».
7- المدخل إلى علم اللغة ومناهج البحث اللغوي- القاهرة 1982- 1985م.
8- التطور اللغوي- مظاهره وعلله وقوانينه- القاهرة 1981- 1983م، 1990م «ط ثالثة مزيدة».
9- بحوث ومقالات في اللغة- القاهرة 1982- 1988م.
10- مناهج تحقيق التراث بين القدامى والمحدثين- القاهرة 1986م.
11- مشكلة الهمزة العربية- بحث في تاريخ الخط العربي وتيسير الإملاء والتطور اللغوي للعربية الفصحى- القاهرة 1994م.
12- دراسات وتعليقات في اللغة- القاهرة 1994م.
13- العربية الفصحى والقرآن الكريم أمام العلمانية والاستشراق- القاهرة 1998م.

## الكتب المترجمة
1- اللغات السامية- لتيودور نولدكه- القاهرة 1963م.
2- الأمثال العربية القديمة، لرودلف زلهايم- بيروت 1971- 1984م.
3- تاريخ الأدب العربي، لكارل بروكلمان (جـ 4 و5) القاهرة 1975م.
4- فقه اللغات السامية، لكارل بروكلمان- الرياض 1977م.
5- العربية- دراسة في اللغة واللهجات والأساليب، ليوهان فك- القاهرة 1980م.

## الكتب المحققة
1- لحن العوام، لأبي بكر الزبيدي– القاهرة 1964م.
2- البلاغة، لأبي العباس المبرد– القاهرة 1965م «ط أولى»- 1985م «ط ثانية».
3- قواعد الشعر، لأبي العباس ثعلب- القاهرة 1966م «ط أولى»- 1995م «ط ثانية».
4- ما يذكر ويؤنث من الإنسان واللباس، لأبي موسى الحامض- القاهرة 1976م.
5- الحروف، للخليل بن أحمد الفراهيدي- القاهرة 1969م.
6- المذكر والمؤنث، لابن فارس اللغوي- القاهرة 1969م.
7- الحروف التي يُتكلم بها في غير موضعها، لابن السكيت- القاهرة 1969م.
8- المذكر والمؤنث، لأبي العباس المبرد- القاهرة 1970م.
9- كتاب الثلاثة، لابن فارس اللغوي- القاهرة 1970م.
10- البلغة في الفرق بين المذكر والمؤنث، لأبي البركات بن الأنباري- القاهرة 1970م.
11- كتاب البئر، لأبي عبد الله بن الأعرابي- القاهرة 1970م- بيروت 1983م.
12- كتاب الأمثال، لأبي فيد مؤرج السدوسي- القاهرة 1971م- بيروت 1983م.
13- زينة الفضلاء في الفرق بين الضاد والظاء، لأبي البركات بن الأنباري- بيروت 1971- 1987م.
14- القوافي وما اشتقت ألقابها منه، لأبي العباس المبرد- القاهرة 1972م.
15- مختصر المذكر والمؤنث، للمفضل بن سلمة- القاهرة 1972م.
16- كتاب الأمثال، لأبي عكرمة الضبي- دمشق 1974م.
17- المذكر والمؤنث، لأبي زكريا الفراء- القاهرة 1975م «ط أولى»- 1990م «ط ثانية».
18- الممدود والمقصور، لأبي الطيب الوشاء- القاهرة 1979م.
19- الوافي بالوفيات، للصفدي (الجزء الثاني عشر)، فيسبادن 1979م.
20- ذم الخطأ في الشعر، لابن فارس اللغوي- القاهرة 1980م.
21- اشتقاق الأسماء، للأصمعي- القاهرة 1980م.
22- ثلاثة كتب في الحروف، للخليل بن أحمد وابن السكيت والرازي- القاهرة 1982م.
23- الفرق، لابن فارس اللغوي- القاهرة 1982م.
24- ما يجوز للشاعر من الضرورة، للقزاز القيرواني- القاهرة 1982م.
25- التطور النحوي للغة العربية، لبرجشتراسر، القاهرة 1982م.
26- ما تلحن فيه العامة، للكسائي- القاهرة 1982م.
27- عمدة الأدباء في معرفة ما يُكتب بالألف والياء، لأبي البركات بن الأنباري- القاهرة 1982م.
28- ضرورة الشعر، لأبي سعيد السيرافي- بيروت 1985م.
29- شرح كتاب سيبويه، لأبي سعيد السيرافي (الجزء الأول)- الهيئة المصرية العامة للكتاب بالقاهرة 1990م.
30- الخطب والمواعظ، لأبي عبيد القاسم بن سلام- القاهرة 1986م.
31- الغريب المصنف، لأبي عبيد القاسم بن سلام (الجزء الأول)- القاهرة 1989م.
32- نجدة السؤَّال في علم السؤال، لأبي البركات بن الأنباري- عمان 1989م.
33- شرح كتاب سيبويه، لأبي سعيد السيرافي (الجزء الثاني)- الهيئة المصرية العامة للكتاب بالقاهرة 1990م.
34- لوح الضبط في علم حساب القبط، لابن المغربي– تحقيق ودراسة– مجلة معهد المخطوطات العربية 1962م.

## المقالات والبحوث العلمية
كتب الدكتور 130 بحثا علميا ومقالا يضيق المقام هنا عن ذكرها، ومن أراد أن يطلع عليها فليرجع إلى كتاب «نصوص ودراسات لغوية– مهداة لشيخ المدرسة الية من تلاميذه والمحبين في عيد ميلاده السبعين».
كما أشرف على ما يزيد عن ألف أطروحة للماجستير والدكتوراة في مصر والوطن العربي وأوروبا، واشترك في مناقشة ما يزيد على ثلاثة آلاف أطروحة للماجستير والدكتوراة في مصر والوطن العربي وأوروبا أيضا.
الدكتور عبد التواب () صاحب مدرسة علمية في تحقيق التراث نُسبت إليه، عُرفت بـ«المدرسة الية»، تتميز بالمنهج الصارم في تحقيق النصوص التراثية، أرسى قواعدها والتزم بها طلابه. وكان يستقبل طلابه من جميع أنحاء الوطن العربي والإسلامي في بيته ومكتبته العامرة، وكان يعد لهم الطعام بنفسه ولا بد أن يأكل الجميع من الـ (يخني الي)، فكان حاتميا في الكرم، وكان متواضعا أشد التواضع، وكان () تقيا ورعا يخاف الله عز وجل، محافظا على الصلاة ويحث طلابه على المحافظة عليها، عالما غزير العلم، طالما نهلنا من نبع علمه فما ارتوينا، وطالما تتبعنا خُطاه فعجزت أقدامنا عن اللحاق بمواكب علمه، ولطالما تلعثمت الكلمات وانزوت جانبا خجلا وحياءً من أن توفي له حقه.
إن الجيل الذي تعهده برعايته وأحاطه بكف عنايته، ووجهه نحو الطريق الصحيح الذي رسمه له من خلال توجيهاته النافعة وآرائه السديدة وملاحظاته القيمة وحنانه الأبوي المتدفق كالشلال، إن هذا الجيل ما يزال يذكر له تلك الأيادي البيضاء، ولن ينسى ما بقي في أفراده نفس يتردد، وقلب ينبض، إنه أنموذج صحيح وقدوة حسنة لهم، ويكفيه فخرا وعزة ومكانة أن أبناءه المحبين له يدعون له كل يوم بأن يرحمه ويسكنه الفردوس الأعلى في الجنة.
إن الأوقات القصيرة التي كنا نقضيها معه قصيرة في زمانها عظيمة في فوائدها، وما أجمل أن يقطف كل من تحلّق حوله واستمع إليه ثمار المعرفة والفائدة. كيف لا وقد كان يجمع في رحاب مدرسته أبناء الأمة العربية والإسلامية بل أبناء العالم شرقه وغربه، جاءوا من كل حدب وصوب ينهلون من النبع الفياض، وهو لا يبخل عليهم بوقت ولا بحديث، ولا يألو جهدا في النصح والإرشاد والتوجيه، فقد خبرناه أبا حنونا وأخا عطوفا ومعلما حريصا على أبنائه يربيهم وينشئهم أجيالا تلو أجيال، يفخر بهم ويباهي.
رأيناه يرعى الغريب قبل القريب، ويفتح أبواب بيته للسائل ليل نهار، لم يرد طالبا، ولم يبخل على أحد بمشورة أو نصيحة، عهدناه يقضي جل وقته بين أبنائه الطلاب، يشرح لهم ويفسر، يهدي ويرشد، يدل ويوجه، ينبه ويحفز، والابتسامة لا تفارق شفتيه، والكلمات الرقيقة ينثرها هنا وهناك، والدعابة ترفرف على أجواء المكان.
لقد سمعنا ورأينا وعرفنا من يغلقون الأبواب في وجوه طلابهم، وسمعنا عمن يستغل الطلاب ويثبط هممهم، وسمعنا عمن يقتل الأمل في النفوس المشرئبة للمعالي، ويضع العراقيل أمام الطلاب، بل قد يتخلى عنهم ساعة يحتاجون إليه، وما أكثرهم، لكنه () على النقيض من ذلك، لقد فتح أبواب منزله العامر ومكتبته الزاخرة لكل طالب علم، ويسر له السبل، وبعث الأمل في النفوس، وبذل كل جهد ممكن في تذليل الصعاب، ووقف إلى جوار أبنائه يشد من أزرهم ويحثهم على المضي قدما نحو تحقيق الآمال دون خوف أو وجل.

## من تلاميذه
- الأستاذ الدكتور محمد عزوز - أستاذ العلوم اللغوية كلية الآداب جامعة طنطا وشبين الكوم
- الدكتور رجب عثمان - رئيس قسم اللغة العربية كلية الآداب جامعة بني سويف
- حسن يوسف البرديسي من مدرسي اللغة العربية المشهورين
- الدكتور عبد الحفيظ السيد أحمد بكري، رئيس قسم اللغة العربية بجامعة أسيوط
- الدكتور سالم عياد أستاذ بكليه الآداب جامعة عين شـمس
- الأستاذ الدكتور أحمد الشيمى رئيس قسم اللغة العربية بكليات التقنية العليا دولة الإمارات العربية المتحدة وأستاذ الدراسات اللغوية تورنتو- كندا
- الدكتورة ثناء أنس الوجود
- الدكتور جودة مبروك - وكيل شؤون الطلاب بكلية الآداب - جامعة بني سويف
- الدكتور خالد إسماعيل
- الدكتور خالد فهمي
- الدكتور حازم علي كمال الدين
- الدكتور فتوح خليل
- الدكتور حسام البهنساوى
- الدكتور أحمد الضانى
- الدكتور أخمد عارف حجازي أستاذ ورئيس قسم علم اللغة كلية دار العلوم جامعة المنيا
- الدكتور محمد عبد العال
- الدكتور يسرى عبد العال صحفى بجريدة الأخبار.
- الدكتور محمد سعيد رسلان
- الدكتور خليل إبراهيم العطية
- الكاتب الروائي خليل الجيزاوي

## وفاته
توفي رمضان عبد التواب في 8 جُمادى الآخرة 1422 هـ الموافق 27 أغسطس 2001م، عن عمر ناهز واحدًا وسبعين عامًا.

## وصلات خارجية
- رمضان عبد التواب على موقع أرشيف الشارخ.
- قضية إحياء المخطوطات
- القاف والهمزة في اللهجات العربية
- كتاب«العربية» ليوهان فك: عرض لجهد استشراقي في تحقيق لغة العرب
- مراجعات لسانية 1 -د.حمزة بن قبلان المزيني (الخلل المنهجي في كتابات الدكتور عبد التواب اللسانية